# Château Guiraud
Pour les articles homonymes, voir Guiraud.
Le château Guiraud, est un domaine viticole de 128 hectares situé à Sauternes en Gironde. En AOC Sauternes, il est classé premier grand cru dans la classification officielle des vins de Bordeaux de 1855. Engagé depuis 1996 dans une démarche de viticulture biologique (la bioviticulture), Château Guiraud a été le 1er des premiers grands crus classés 1855 à obtenir le label AB en 2011.

## Histoire du domaine

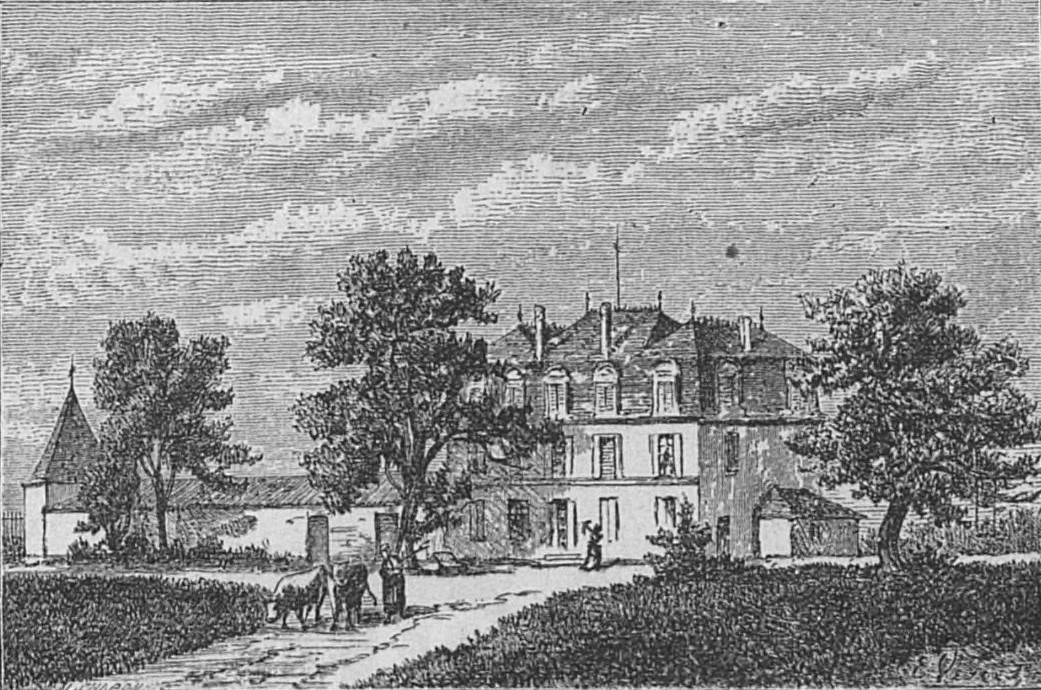
Illustration du Château Guiraud en 1893.

Le château du Bayle - ancien nom du château Guiraud - fut la possession de la famille de Mons de Saint-Poly avant d'être acquis en 1766 par la famille du négociant protestant bordelais Pierre Guiraud, maire de Sauternes de 1838 à 1843. Il reste dans la famille Guiraud jusqu'en 1837. Le domaine est classé Premier grand cru en 1855 dans le classement impérial.
Depuis le 20 juillet 2006, château Guiraud appartient conjointement à FFP (holding cotée en bourse de la famille Peugeot), Olivier Bernard (du domaine de Chevalier), Stephan von Neipperg (de château Canon-La-Gaffelière) et Xavier Planty. Ce dernier, ancien gérant du domaine ayant porté toute la démarche de bioviticulture, a cédé en 2018 la direction du domaine à son fils Luc Planty, ingénieur agronome.
En octobre 2021, Xavier Planty cède l’intégralité de sa participation dans la financière Guiraud à Matthieu Gufflet. Celui-ci rachète également des parts d’autres actionnaires et devient l’actionnaire majoritaire du domaine,.

## Terroir
Le château Guiraud est situé à 45 km au sud de Bordeaux, sur la rive gauche de la Garonne, et son vignoble est presque entièrement situé sur la commune de Sauternes. Les sols sont à 80 % composés de graves sableuses et à 20 % de graves argileuses. Le climat est de type océanique classique.
Le domaine utilise une approche naturelle de la production de ses vins. Depuis une vingtaine d'années l'intégralité du vignoble est cultivée de façon raisonnée, sans aucun produit chimique de synthèse et avec un travail des sols, grâce au contrôle de la biodiversité dans le vignoble. Ainsi, des haies ont été plantées tout autour pour faire revenir oiseaux et insectes qui aident à protéger la vigne. Depuis 2011, le château Guiraud a obtenu la certification « Agriculture biologique », ce qui en fait le premier Grand Cru Classé à obtenir ce label.

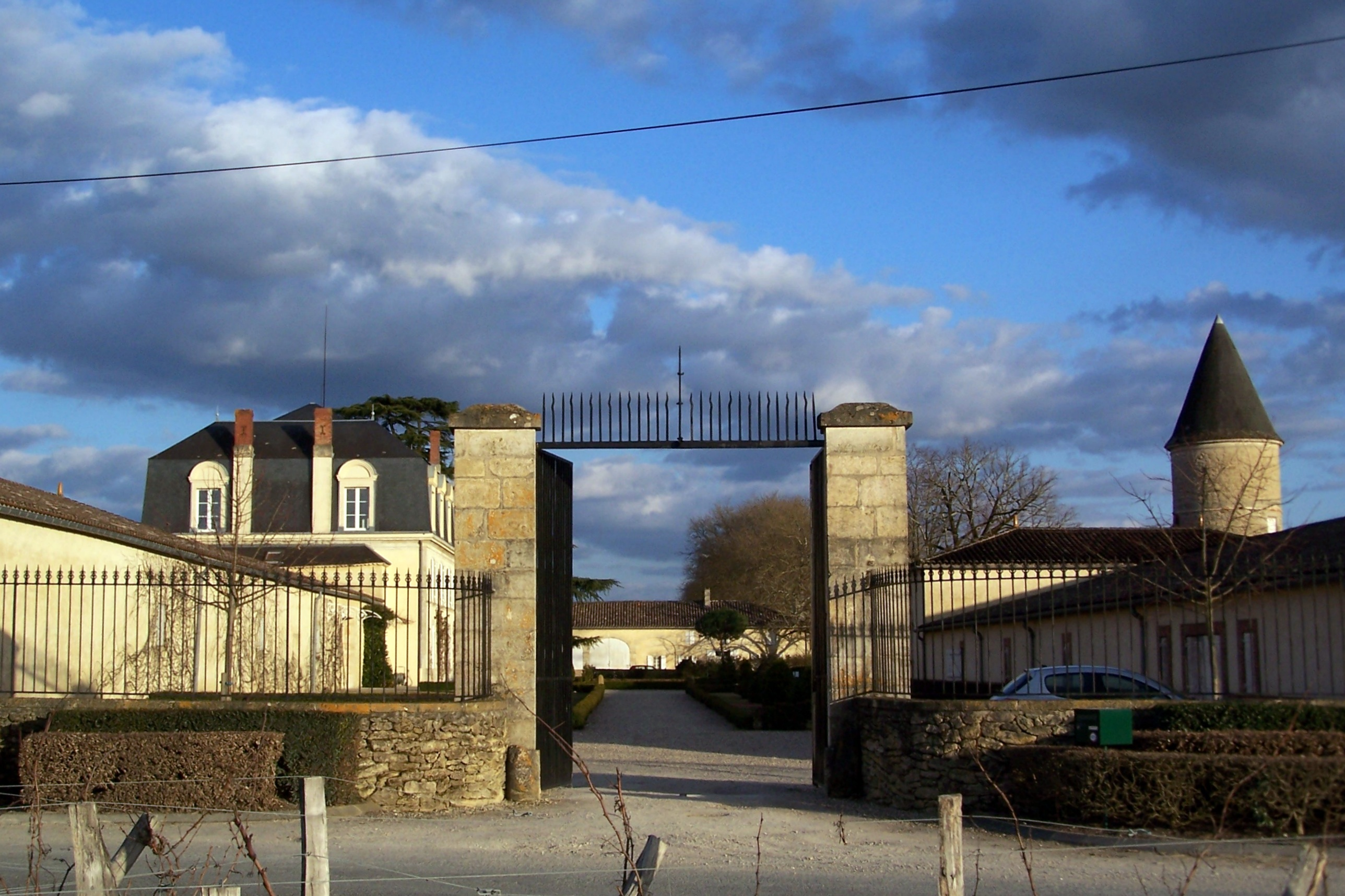
La cour d'entrée.
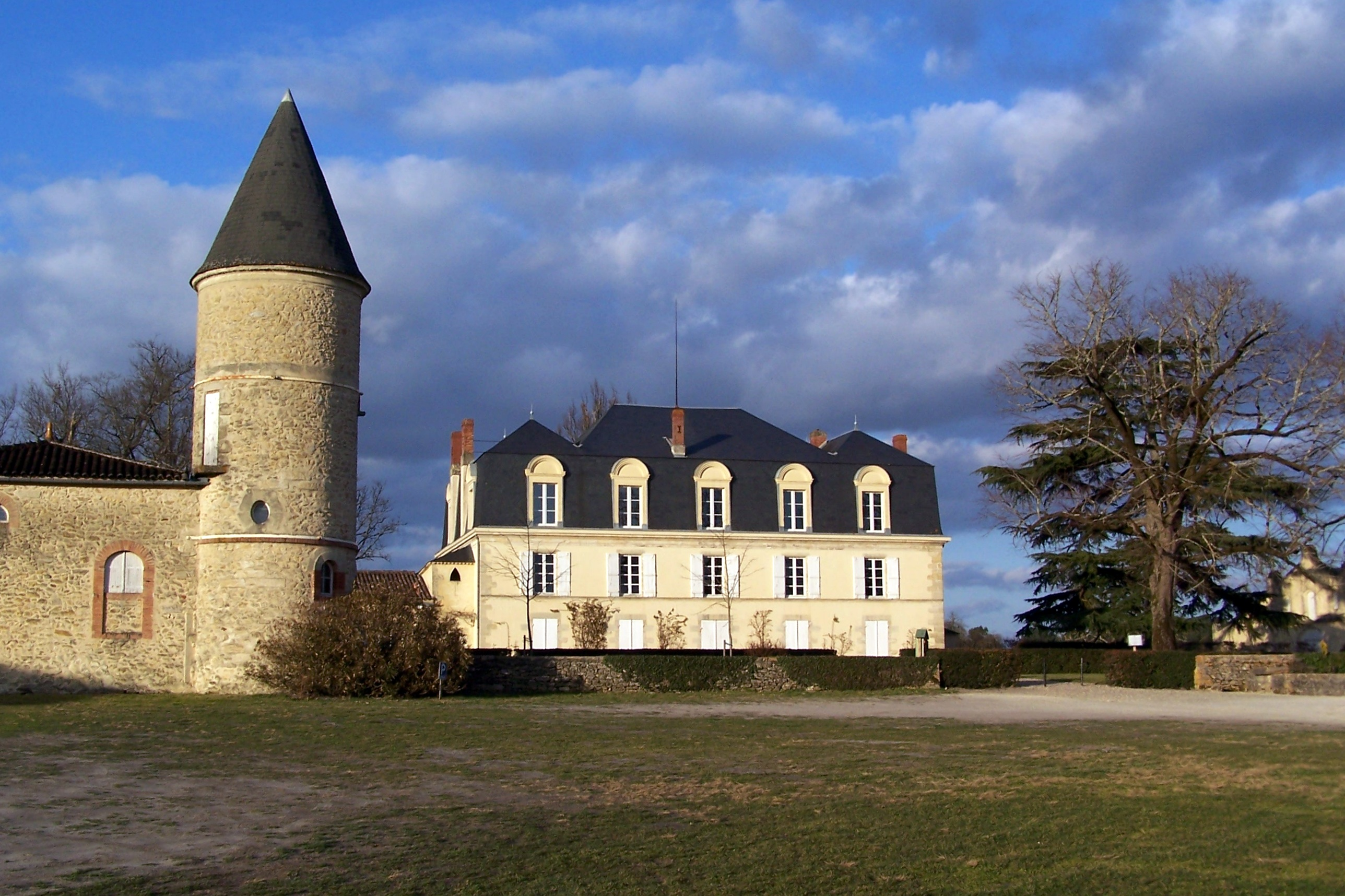
Le château et le chai.
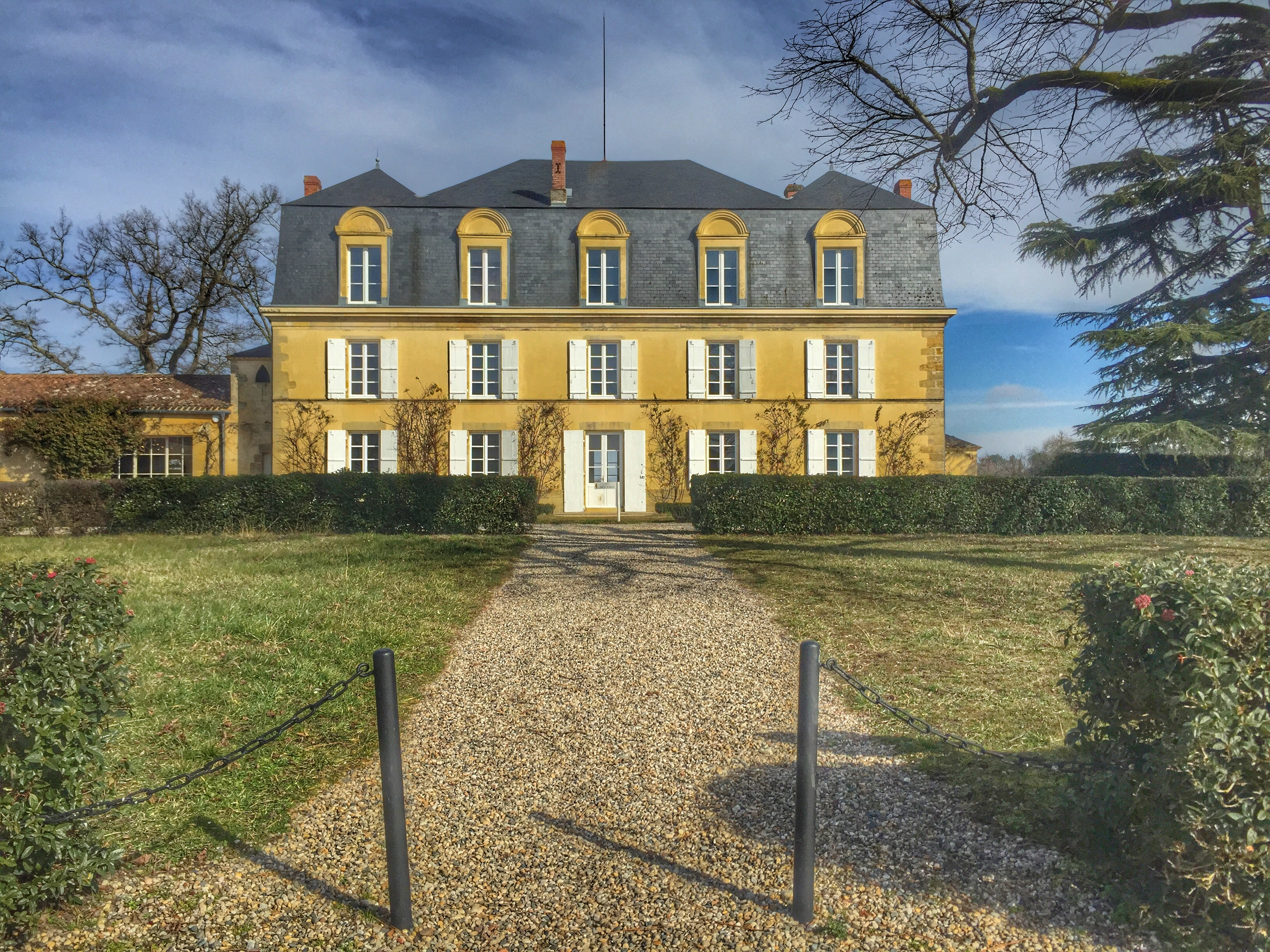
Le château.
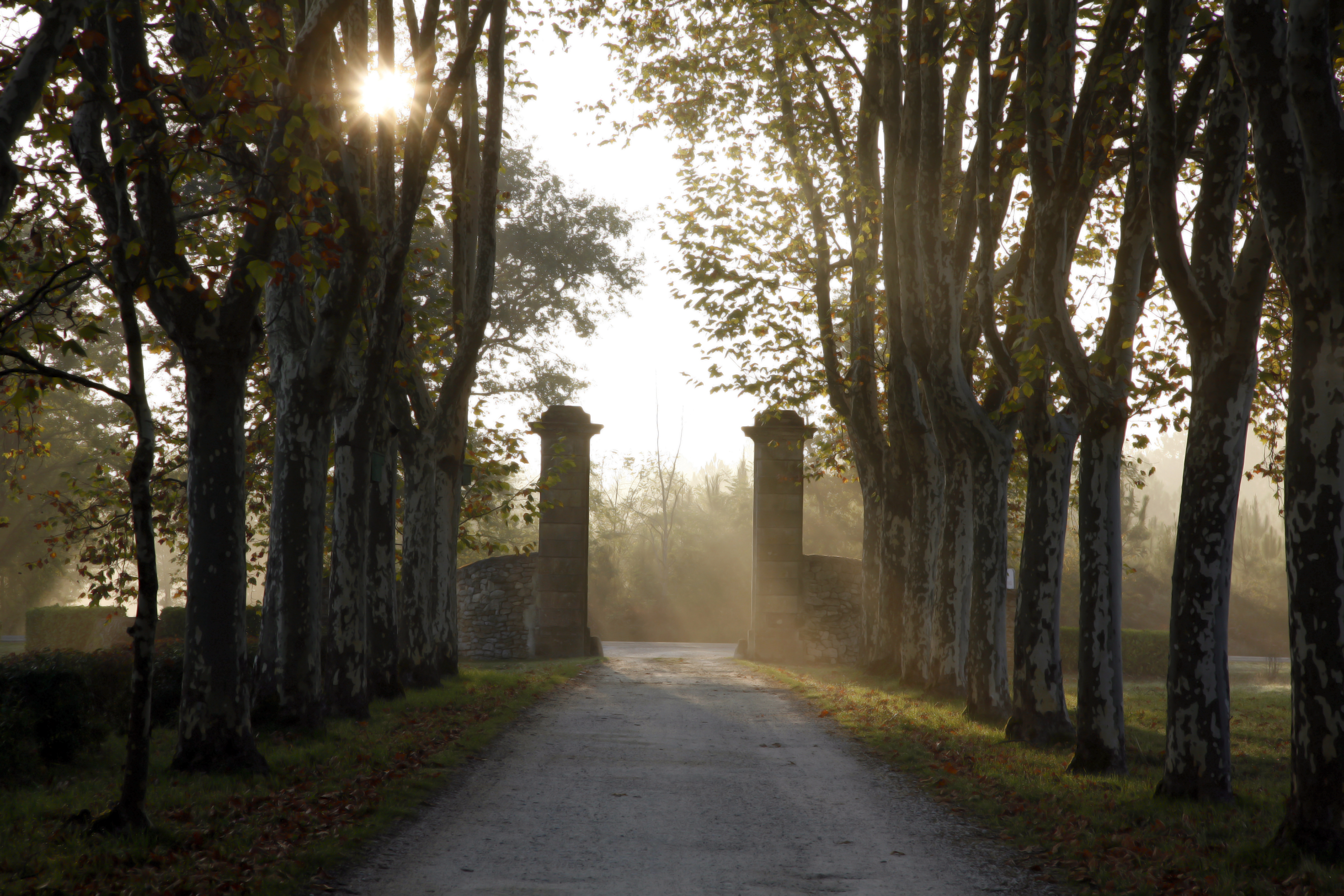
La magnifique allée de platanes qui marque l'entrée du domaine.

## Vins

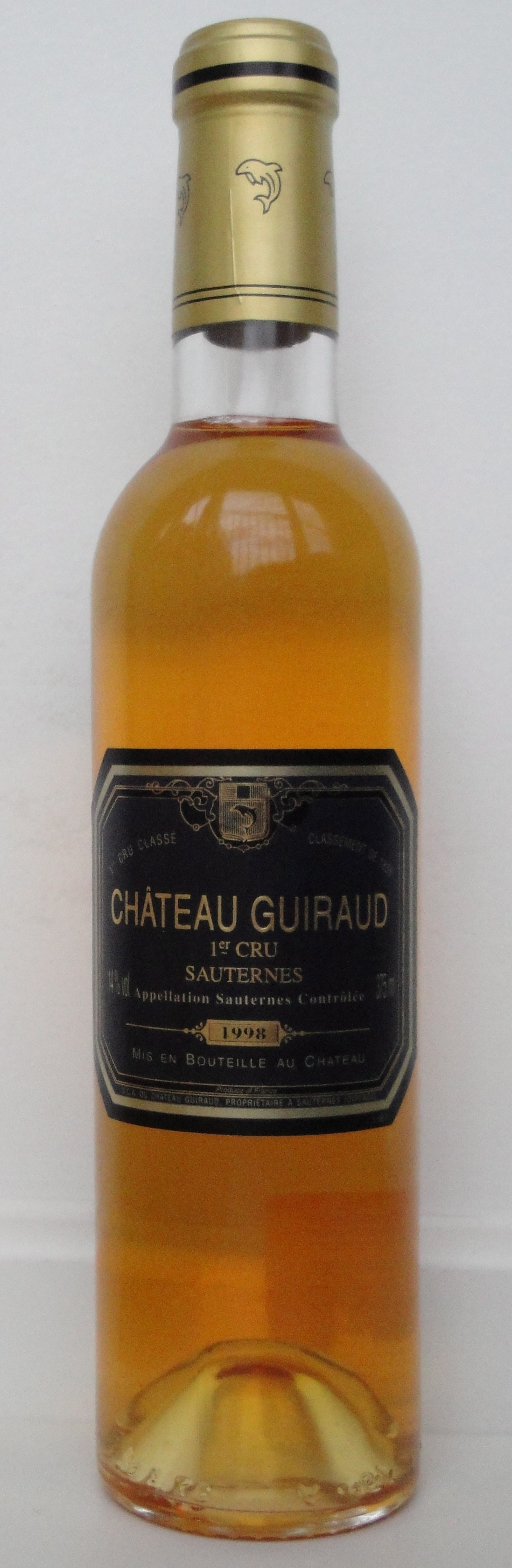
Demi-bouteille de Château Guiraud 1998.

Le château Guiraud produit en moyenne 300 000 bouteilles par an, bien que certaines années en raison des conditions climatiques, le premier cru ne soit pas vendu. Le domaine produit également un deuxième vin, Le petit Guiraud (anciennement Le Dauphin de Guiraud), issu de jeunes vignes et d'une sélection effectuée lors des assemblages, ainsi qu'un vin blanc sec nommé G de Château Guiraud.

## Biodiversité et œnotourisme
Château Guiraud, situé sur la Route des vins de Bordeaux, est ouvert au public. Depuis 2015, il propose à la visite un « jardin de la biodiversité » de 1 800 m2 au milieu des vignes, composé de plus de 200 variétés de fruits et légumes, de plantes aromatiques, d'une centaine de variétés de plantes et fleurs.
Le Château Guiraud a ouvert un restaurant, « La Chapelle », en partenariat avec le restaurateur Nicolas Lascombes.
Cette initiative a valu au domaine de remporter son 5e « Best of Wine Tourism »[pertinence contestée][source insuffisante] un trophée œnotouristique international qui récompense les propriétés viticoles ouvertes au public.

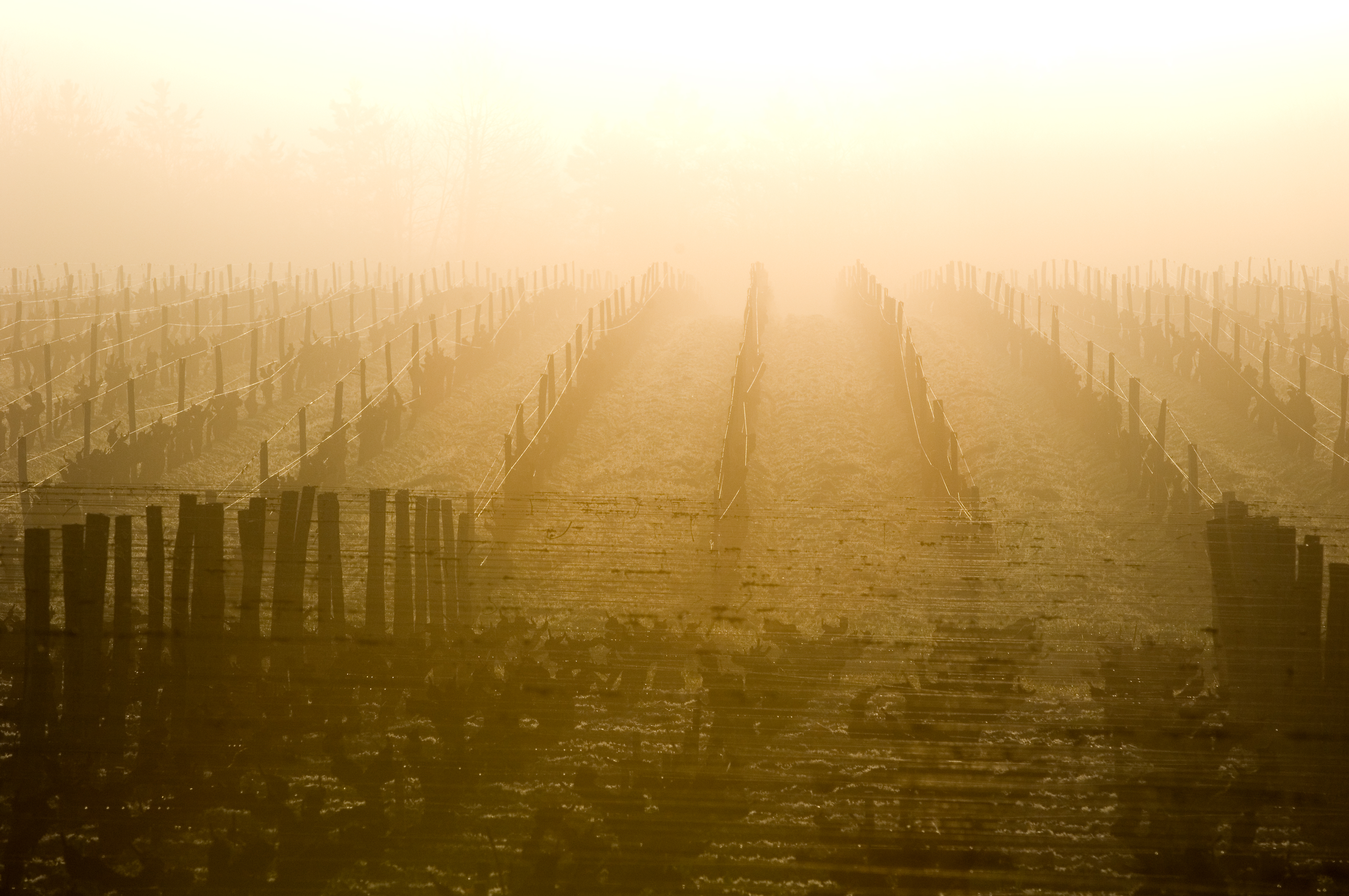
Les brumes matinales de la Vallée du Ciron.
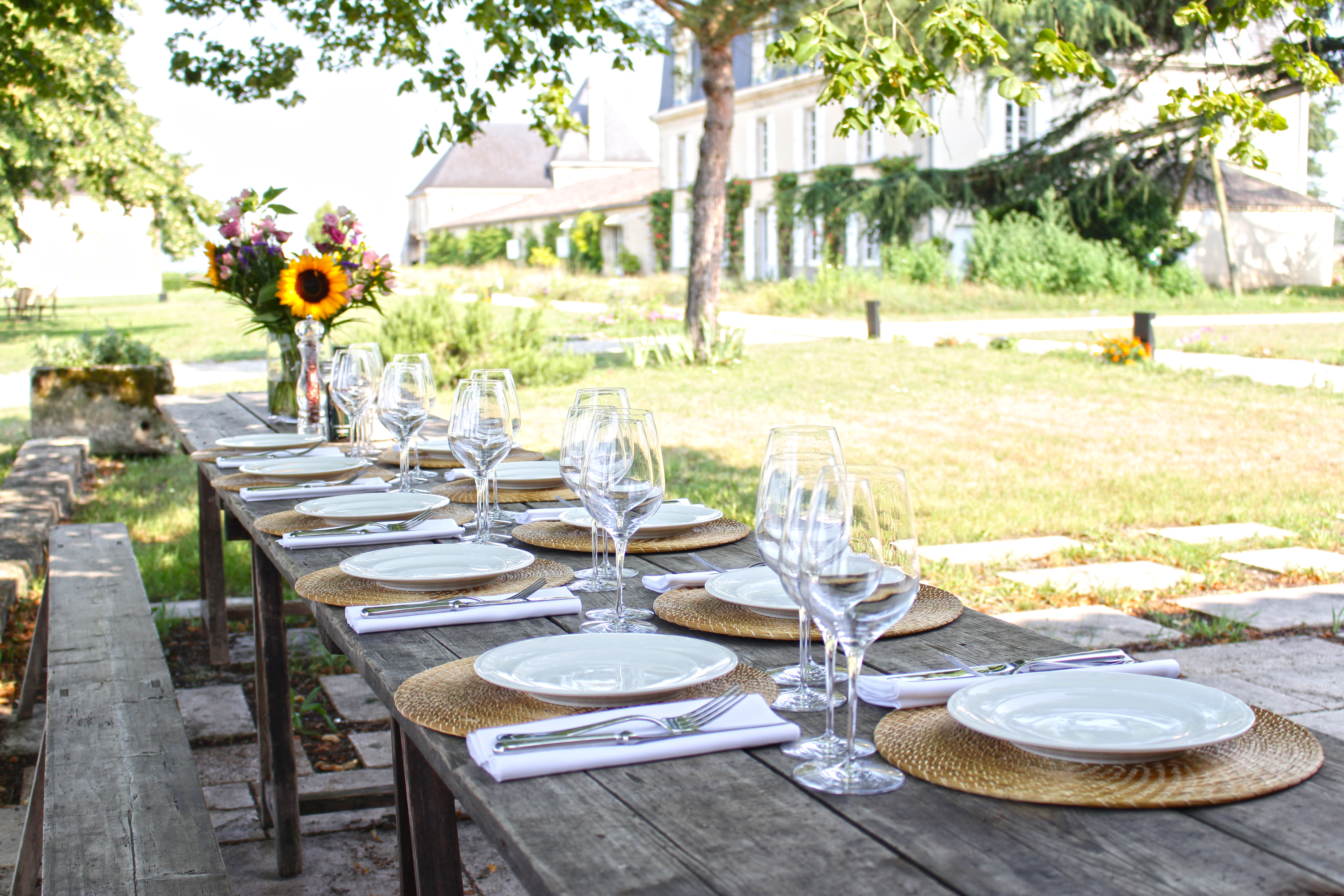
Restaurant La Chapelle de Guiraud - La table des vendanges.